# Aeroporto di Gran Canaria
L'aeroporto internazionale Gran Canaria, in spagnolo Aeropuerto de Gran Canaria, chiamato anche aeroporto di Gando, è un aeroporto ubicato tra i comuni di Telde e Ingenio, sull'isola di Gran Canaria, nelle isole Canarie.
È il più grande aeroporto delle Isole Canarie e l'unico con 2 piste. Inoltre, è l'aeroporto con il più alto traffico passeggeri nelle Isole Canarie e il quinto in Spagna. L'aeroporto è situato a 18 km dalla città di Las Palmas de Gran Canaria, la più grande città delle Isole Canarie, e a 25 km dalle mete turistiche del sud dell'isola. Con 5.011.176 passeggeri all'anno, Gran Canaria è la seconda isola che attrae il maggior numero di passeggeri nelle isole Canarie.
È un hub per Binter Canarias Airlines.

## Storia
L'aeroporto è stato aperto il 7 aprile 1930 dopo che re Alfonso XIII firmò l'atto di passaggio dell'aeroporto da uso civile a uso militare. In 77 anni di vita l'aeroporto è diventato il più grande delle isole Canarie, oltre che per i cargo. È il quinto aeroporto della Spagna per numero di passeggeri.

## Incidenti
Il 27 marzo 1977 due aerei Jumbo delle compagnie aeree Pan Am e KLM erano diretti proprio all’aeroporto di Las Palmas, ma in seguito ad un attentato all’interno dell’aeroporto furono dirottati verso l’aeroporto di Tenerife. Lì i due aerei, durante le operazioni di decollo, per via di alcuni errori tecnici e di una forte nebbia, arrivarono a scontrarsi, provocando 583 morti, rendendo l’incidente il più grave nella storia dell’aviazione.

## Noleggio Auto
Il servizio di noleggio auto all'aeroporto di Gran Canaria è gestito da più di 25 aziende, situate nella loro maggior parte nella zona degli arrivi. Le aziende Avis, Budget, Cicar, Enterprise, Europcar, Hertz, Sixt e Thrifty si trovano in terminal, mentre altre come Orlando o TopCar Autoreisen utilizzano un comodo servizio navetta.